# Severokavkazský front

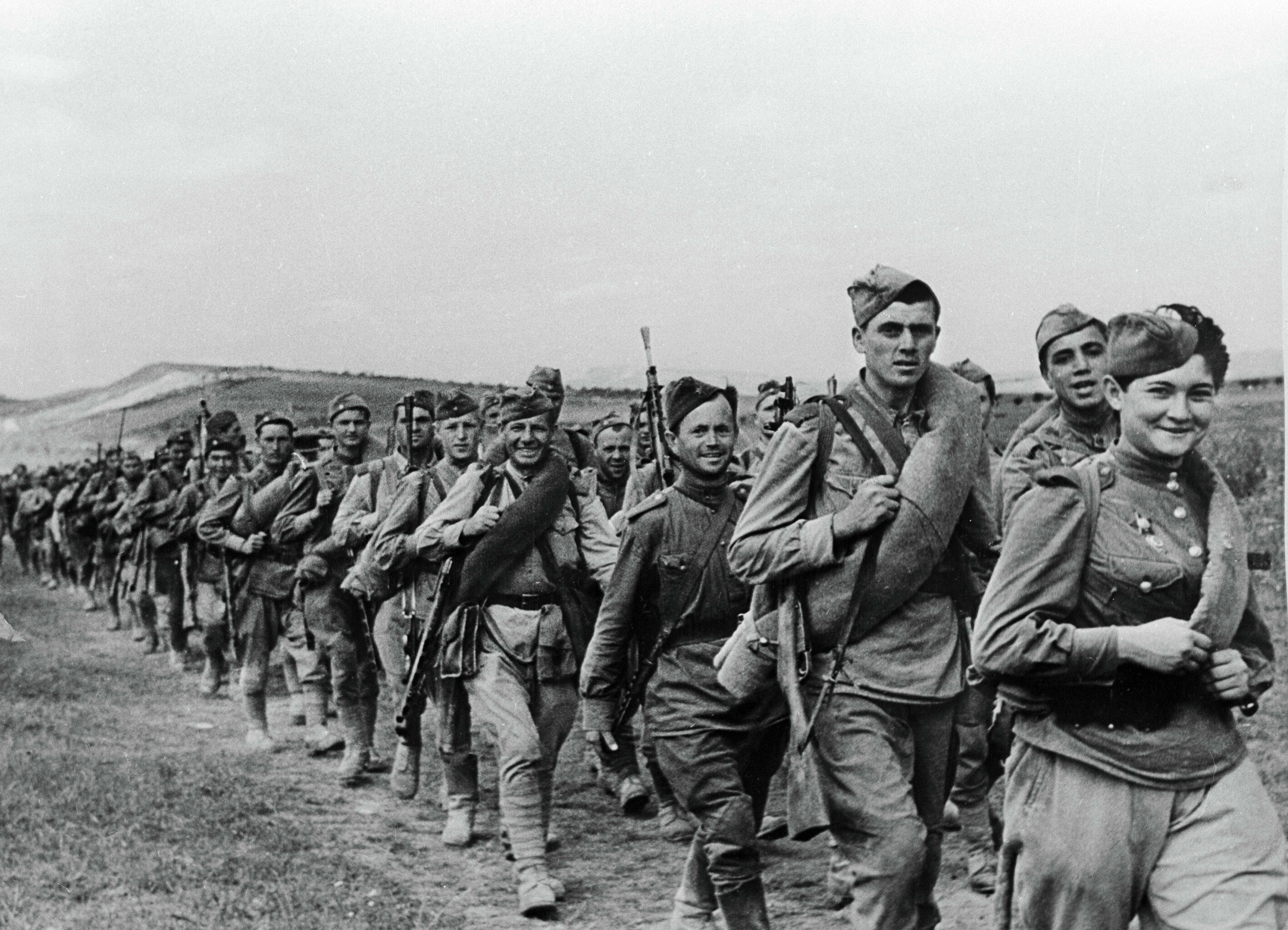
Sovětští vojáci na pochodu během druhé světové války

Severokavkazský front (rusky Северо-Кавказский фронт ) byl název dvou vojenských formací Rudé armády za druhé světové války.

## Severokavkazský front (20. května – 4. září 1942)

### Historie
Severokavkazský front vznikl 20. května 1942 podle rozkazu Stavky z 19. května z vojsk bývalého Krymského frontu a velitelství současně zrušeného Severokavkazského směru.
Od konce července vojska frontu vedla neúspěšné obranné boje na dolním Donu, 28. července byly velitelství frontu podřízeny zbytky vojsk Jižního frontu. Pro řízení vojsk byly vytvořeny Přímořská skupina vojsk (18.,56. a 47. armáda) kryjící krasnodarský směr na levém křídle a Donská skupina vojsk (12., 37. a 51. armáda) na stavropolském směru na pravém křídle frontu. Pod německým tlakem se Donská skupina rozpadla, 51. armáda ustoupila na východ a byla předána Stalingradskému frontu, 12. armáda se stáhla k Přímořské skupině do níž byla včleněna a zbývající 37. armáda ustoupila až na Těrek. Přímořská skupina zatím ustoupila k Novorossijsku, kde se zastavila.
4. září byl front rozkazem Stavky z 1. září přejmenován na Černomořskou skupinu vojsk a včleněn do Zakavkazského frontu.

### Podřízené jednotky
- 44. armáda (20. května – 16. června 1942)
- 47. armáda (20. května – 4. září 1942), od 17. srpna součástí Novorossijského obranného prostoru
- 51. armáda (20. května – 25. července 1942)
- Sevastopolský obranný prostor
- Přímořská armáda (20. května – 7. července 1942)
- Novorossijský obranný prostor (17. srpna – 4. září 1942)
- Černomořské loďstvo
- Azovská flotila

- Přímořská skupina vojsk (konec července – 17. srpna 1942)
- Donská skupina vojsk (28. července – 11. srpna 1942)
- 9. armáda (29. července – 6. srpna 1942)
- 12. armáda (29. července – 4. září 1942)
- 18. armáda (29. července – 4. září 1942)
- 24. armáda (29. července – začátek srpna 1942)
- 37. armáda (29. července – 11. srpna 1942)
- 56. armáda (29. července – 4. září 1942)
- 4. letecká armáda (29. července – 14. srpna 1942)
- 5. letecká armáda (6. června – 4. září 1942)

### Velení
Velitel
- 20. května – 4. září 1942 – maršál Sovětského svazu Semjon Michajlovič Buďonnyj

Člen vojenské rady
- 20. května – červenec 1942 – Pjotr Ianuarjevič Selezňov
- červenec – 4. září 1942 – Lazar Mojsejevič Kaganovič

Náčelník štábu
- 20. května – 28. července 1942 – generálmajor Georgij Fjodorovič Zacharov
- 28. července – 4. září 1942 – generálporučík Alexej Innokenťjevič Antonov

| Předchůdce                                 |                                                                | Nástupce                                                   |
| hlavní velitelství Severokavkazského směru | velitelství Severokavkazského frontu 20. května – 4. září 1942 | velitelství Černomořské skupiny vojsk Zakavkazského frontu |

| Předchůdce    |                                                 | Nástupce                                       |
| Krymský front | Severokavkazský front 20. května – 4. září 1942 | Černomořská skupina vojsk Zakavkazského frontu |

## Severokavkazský front (24. ledna – 20. listopadu 1943)

### Historie
Podruhé Severokavkazský front vznikl 24. ledna 1943 podle rozkazu Stavky z téhož dne přejmenováním Severní skupiny vojsk Zakavkazského frontu. Vojska frontu pokračovala v Severokavkazské strategické útočné operaci, zatlačila německou 17. armádu od Novorossijska a vytlačila německou 1. tankovou armádu sa sever. 44. armáda pronásledující Němce byla přeřazena k Jižnímu frontu.
Severokavkazský front se poté soustředil na porážku německé 17. armády, ta ustoupila na Tamaňský poloostrov a držela se zde až do října 1943. V říjnu – listopadu front provedl Kerčsko-eltingenskou výsadkovou operaci a získal tím předmostí na Krymu.
20. listopadu 1943 byl front podle rozkazu Stavky z 15. listopadu reorganizován v Samostatnou přímořskou armádu.

### Podřízené jednotky
- 9. armáda (24. ledna – 6. listopadu 1943)
- 37. armáda (24. ledna – červenec 1943)
- 44. armáda (24. ledna – 6. února 1943)
- 58. armáda (24. ledna – 10. září 1943)
- 4. letecká armáda (24. ledna – 20. listopadu 1943)

- Přímořská skupina vojsk (6. února – 16. března 1943)
- 18. armáda (6. února – 20. listopadu 1943)
- 46. armáda (6. února – 30. března 1943)
- 47. armáda (6. února – 3. dubna 1943)
- 56. armáda (6. února – 20. listopadu 1943)
- 5. letecká armáda (4. února – 24. dubna 1943)
- Černomořské loďstvo
- Azovská flotila

### Velení
Velitel
- 24. ledna – 13. května 1943 – generálporučík (od 30. ledna 1943 generálplukovník) Ivan Ivanovič Maslennikov
- 13. května – 20. listopadu 1943 – generálporučík (od 27. srpna 1943 generálplukovník, od 9. října 1943 armádní generál) Ivan Jefimovič Petrov

Člen vojenské rady
- 24. ledna – 20. listopadu 1943 – generálmajor Alexandr Jakovlevič Fominych

Náčelník štábu
- 24. ledna – 16. března 1943 – generálmajor Alexandr Alexejevič Zabalujev
- 16. března – 13. května 1943 – generálporučík Ivan Jefimovič Petrov
- 19. května – 20. listopadu 1943 – generálmajor (od 9. října 1943 generálporučík) Ivan Andrejevič Laskin

| Předchůdce                                 |                                                      | Nástupce                    |
| Severní skupina vojsk Zakavkazského frontu | Severokavkazský front 24. ledna – 20. listopadu 1943 | Samostatná Přímořská armáda |